# Programari de simulació
El programari de simulació es basa en el procés de modelització d'un fenomen real amb un conjunt de fórmules matemàtiques. Es tracta, bàsicament, d'un programa que permet a l'usuari observar una operació mitjançant simulació sense realitzar realment aquesta operació. El programari de simulació s'utilitza àmpliament per dissenyar equips de manera que el producte final s'acosti el més possible a les especificacions de disseny sense modificacions costoses en el procés. Sovint s'utilitza programari de simulació amb resposta en temps real en jocs, però també té aplicacions industrials importants. Quan la penalització per un funcionament inadequat és costosa, com ara pilots d'avions, operadors de centrals nuclears o operadors de plantes químiques, una maqueta del tauler de control real es connecta a una simulació en temps real de la resposta física, proporcionant una experiència d'entrenament valuosa sense por d'un resultat desastrós.
Els programes informàtics avançats poden simular el comportament del sistema d'energia,  condicions meteorològiques, circuits electrònics, reaccions químiques, mecatrònica, bombes de calor, sistemes de control de retroalimentació, reaccions atòmiques, llum, llum diürna fins i tot processos biològics complexos. En teoria, qualsevol fenomen que es pugui reduir a dades i equacions matemàtiques es pot simular en un ordinador. La simulació pot ser difícil perquè la majoria dels fenòmens naturals estan subjectes a un nombre gairebé infinit d'influències o una font desconeguda de la causa, per exemple, la pluja. Un dels trucs per desenvolupar simulacions útils és determinar quins són els factors més importants que afecten els objectius de la simulació.
A més d'imitar processos per veure com es comporten en diferents condicions, també s'utilitzen simulacions per provar noves teories. Després de crear una teoria de les relacions causals, el teòric pot codificar les relacions en forma de programa informàtic. Si el programa es comporta de la mateixa manera que el procés real, hi ha moltes possibilitats que les relacions proposades siguin correctes.

## Simulació general
Els paquets de simulació generals es divideixen en dues categories: esdeveniment discret i simulació contínua. Les simulacions d'esdeveniments discrets s'utilitzen per modelar esdeveniments estadístics com ara clients que arriben a les cues a un banc. En correlacionar correctament les probabilitats d'arribada amb el comportament observat, un model pot determinar el recompte òptim de cues per mantenir els temps d'espera de la cua a un nivell especificat. Els simuladors continus s'utilitzen per modelar una gran varietat de fenòmens físics com trajectòries balístiques, respiració humana, resposta del motor elèctric, comunicació de dades de radiofreqüència, generació d'energia de turbina de vapor, etc. Les simulacions s'utilitzen en el disseny inicial del sistema per optimitzar la selecció de components i els guanys del controlador, així com en sistemes de disseny basat en models per generar codi de control integrat. El funcionament en temps real de la simulació contínua s'utilitza per a la formació d'operadors i l'ajust del controlador fora de línia.

## Electrònica
El programari de simulació electrònica utilitza models matemàtics per replicar el comportament d'un dispositiu o circuit electrònic real. Essencialment, és un programa informàtic que converteix un ordinador en un laboratori d'electrònica en ple funcionament. Els simuladors d'electrònica integren un editor d'esquemes, un simulador SPICE i formes d'ona a la pantalla i fan que els escenaris del "què passa si" siguin fàcils i instantanis. Simulant el comportament d'un circuit abans de construir-lo, millora molt l'eficiència i proporciona informació sobre el comportament i l'estabilitat dels dissenys de circuits electrònics. La majoria dels simuladors utilitzen un motor SPICE que simula circuits A/D analògics, digitals i mixts per obtenir una potència i precisió excepcionals. També solen incloure biblioteques de models i dispositius extenses. Tot i que aquests simuladors solen tenir capacitats d'exportació de plaques de circuit imprès (PCB), no són essencials per al disseny i prova de circuits, que és l'aplicació principal de la simulació de circuits electrònics.

### Controladors lògics programables
Per entendre correctament el funcionament d'un controlador lògic programable (PLC), cal dedicar un temps considerable a programar, provar i depurar programes de PLC. Els sistemes PLC són inherentment cars i el temps d'inactivitat sovint és molt costós. A més, si un PLC es programa incorrectament, pot provocar una pèrdua de productivitat i condicions perilloses. El programari de simulació de PLC és una eina valuosa per a la comprensió i l'aprenentatge dels PLC i per mantenir aquests coneixements actualitzats i actualitzats. La simulació PLC ofereix als usuaris la possibilitat d'escriure, editar i depurar programes escrits amb un format basat en etiquetes. Molts dels PLC més populars utilitzen etiquetes, que són un mètode potent de programació de PLC però també més complexos. La simulació PLC integra programes lògics d'escala basats en etiquetes amb animacions interactives en 3D per millorar l'experiència d'aprenentatge de l'usuari. Aquestes animacions interactives inclouen semàfors, processament per lots i línies d'embotellament.

### Formació de xapa
El programari de simulació de conformació de xapes utilitza models matemàtics per replicar el comportament d'un procés real de fabricació de xapes. Essencialment, és un programa informàtic que converteix un ordinador en una unitat de predicció de fabricació de metalls totalment funcional. La simulació de conformació de xapa evita que les fàbriques de metalls tinguin defectes a les seves línies de producció i redueix les proves i els errors costosos millorant l'eficiència en el procés de conformació de metalls

### Protocols de xarxa
La interacció entre les entitats de la xarxa està definida per diversos protocols de comunicació. El programari de simulació de xarxes simula el comportament de les xarxes a nivell de protocol. El programari de simulació de protocols de xarxa es pot utilitzar per desenvolupar escenaris de prova, entendre el comportament de la xarxa amb determinats missatges de protocol, el compliment de la implementació de la nova pila de protocols, les proves de la pila de protocols. Aquests simuladors es basen en especificacions d'arquitectura de protocol de telecomunicacions desenvolupades per organismes internacionals d'estàndards com ara ITU-T, IEEE, etc. La sortida del programari de simulació de protocols pot ser traces detallades de paquets, registres d'esdeveniments, etc.